# Los hombres me explican cosas
Los hombres me explican cosas (Men Explain Things to Me en inglés) es una colección de ensayos publicados en el 2014 por la escritora estadounidense Rebecca Solnit en Haymarket Books. El libro contenía originalmente siete ensayos, el principal de los cuales, del mismo nombre que el libro, fue citado en The New Republic como el texto que «lanzó el término mansplaining». Sin embargo, la propia Solnit no utilizó la palabra en el ensayo original y rechazó el término. La edición ampliada del libro de septiembre de 2015 incluyó dos nuevos ensayos: Cassandra Among the Creeps y #YesAllWomen: Feminists Rewrite the Story.

## Sinopsis
Cada capítulo es un ensayo sobre un aspecto clave de la situación de la mujer en el patriarcado.

### Los hombres me explican cosas(2014)
El ensayo que da nombre al libro se centra en el silenciamiento de las mujeres, con especial atención a la idea de que muchos hombres creen que, sin importar lo que sepa o lo que diga una mujer, un hombre siempre sabe más. Este fenómeno sería posteriormente denominado mansplaining. 
En este ensayo, Solnit describe cómo el silenciamiento de las voces femeninas es una violación de su libertad y un abuso de poder. Ante la falta de credibilidad de las voces femeninas en la mente masculina, cuestiones como el feminicidio, el abuso sexual, el acoso sexual o la violación suelen ser minusvaloradas. De esta manera, sostiene Solnit, este silenciamiento es un fenómeno peligroso, especialmente para las mujeres. 

### La guerra más larga(2013)
Este ensayo se centra en la violencia contra las mujeres. Solnit describe cómo la comunidad en línea también facilita y posibilita este entorno violento. Para ejemplificar su argumento, Solnit se centra en la violación y muerte de Jyoti Singh en Nueva Delhi, un ejemplo muy conocido de los tipos de violencia que las mujeres experimentan en sus vidas.

### Mundos que colisionan en una suite de lujo. Algunas reflexiones acerca del FMI, la injusticia global y un extraño en un tren(2011)
Este ensayo trata sobre Dominique Strauss-Kahn, ex director gerente del Fondo Monetario Internacional (FMI) y la violación de Nafissatou Diallo, la empleada del hotel de Nueva York que le denunció por abuso sexual. Solnit reflexiona, haciendo una comparación, sobre cómo el FMI abusa de las naciones colonizadas de la misma manera que el mundo se aprovecha de las mujeres en posiciones menos privilegiadas.

### Elogio de la amenaza. Qué significa realmente igualdad en el matrimonio(2013)
En este ensayo, Solnit plantea la idea de que la reacción de quienes defienden el matrimonio tradicional al matrimonio entre personas del mismo sexo surge de su misoginia. Solnit teoriza que, dado que el matrimonio igualitario no opera dentro de los límites de los roles de género tradicionales al tratarse de uniones entre iguales, representa una amenaza para la estructura matrimonial tradicional. Como está tan arraigado en las sociedades patriarcales que las mujeres deben ser subordinadas a los hombres, el matrimonio entre personas del mismo sexo, como contrato entre iguales, permitiría la «emancipación ideológica» de las mujeres en los matrimonios tradicionales. 

### La abuela araña (2014)
Este ensayo examina la aniquilación simbólica de la mujer a lo largo de la historia, la ocultación de la genealogía femenina. Ejemplos específicos incluyen las leyes matrimoniales inglesas en las que las mujeres eran propiedad de sus maridos ante la ley, árboles genealógicos que contienen sólo hombres o cómo el confinamiento de las mujeres a los hogares (en el rol de amas de casa) contribuye a la eliminación de las mujeres en los textos y en la historia. Solnit cita a la Abuela Araña, creadora del universo en las leyendas de los pueblos cherokee, hopi ,choctaw y navajo, por «ser capaz de cantar y no ser silenciada, retirar el velo y aparecer».

### La oscuridad de Woolf: Abrazando lo inexplicable (2009)
Este ensayo se centra en la influencia de Virginia Woolf, a través de su cita: «El futuro es oscuro y creo que es lo mejor que puede ser». Solnit ofrece una reflexión sobre la idea de un futuro incierto, que refleja cómo las perspectivas futuras pueden ser turbias, pero dentro de ellas se encuentran innumerables posibilidades ilimitadas y fluidas que debemos aceptar en lugar de temer. En un canto a la libertad creativa, la autora también recurre en este ensayo a la figura de Susan Sontag.

### El síndrome de Casandra(2014)
A partir de la historia de Casandra, Solnit aborda la cuestión de la credibilidad -a quién hay que creer y por qué- y cómo se cuestiona a las mujeres, especialmente cuando denuncian abusos, acoso, agresiones sexuales y violaciones. Este ensayo se había publicado anteriormente en Harper's Magazine.

### #YesAllWomen: Feministas que reescriben la historia(2014)
En este ensayo, escrito en respuesta a la Masacre de Isla Vista de 2014 y al movimiento #YesAllWomen en las redes sociales, Solnit medita sobre el lenguaje a lo largo de la historia del feminismo, abordando la acuñación de expresiones hoy tan comunes como acoso sexual, violencia doméstica o cultura de la violación. Este ensayo se publicó por primera vez como Our Words Are Our Weapons en TomDispatch.

### La caja de Pandora y la Unidad Policial de Voluntarios (2014)
El ensayo final de Solnit es una combinación de advertencia y llamado a la acción. Solnit escribe que la lucha por los derechos de las mujeres aún no ha terminado y señala las nuevas formas de misoginia en los entornos digitales (la «unidad policial de voluntarios» que coacciona a las mujeres que se significan). En este ensayo, equipara los avances en la conquista de derechos de las mujeres, personas LGBTIQ+ y algunos otros grupos vulnerables a una caja de pandora, al entender que cuando algo sale al espacio público ya no hay manera de volver a ocultarlo.

## Recepción
Helen Lewis, del New Statesman, escribió: «Terminé este libro e inmediatamente quise comprar todas las demás obras de la autora. En el futuro, me gustaría que Rebecca Solnit me explicara las cosas». Kate Tuttle, de The Boston Globe, escribió que el libro «zumba con fuerza e ingenio». Haley Mlotek, del National Post, lo calificó de «herramienta que todos necesitamos para encontrar algo que estaba casi perdido». Christine Sismondo, de The Toronto Star, calificó el mansplaining como una cuestión de derechos civiles y escribió que «Solnit es la persona perfecta para explicártelo». Soraya Chemaly, de Salon, escribió: «Es feminista, divertido, inquebrantablemente honesto y a menudo mordaz en sus conclusiones». Katie Moore, de Utne Reader, escribió: «Con 124 páginas, esta colección es a la vez una lectura fácil y difícil. Fácil porque la escritura de Solnit es elocuente y llena de gracia y furia, algo que no muchos escritores pueden lograr; difícil por la tormenta de hechos atroces».Kirkus Reviews describió el libro como «de escaso alcance, pero otro buen libro de Solnit».
El libro también recogió un gran éxito a nive internacional. De hecho, se ha traducido a español, francés, alemán, polaco, portugués, finlandés, sueco, italiano, eslovaco, neerlandés y turco.